# Бельмади, Джамель
Джамель Бельмади (араб. جمال بلماضي‎; род. 27 марта 1976, Шампиньи-сюр-Марн) — алжирский футболист, в настоящее время — тренер. С 2018 по 2024 год тренировал сборную Алжира, вместе с которой выиграл Кубок африканских наций 2019.

## Клубная карьера
Бельмади родился в Шампиньи-сюр-Марн, Франция, и начал свою карьеру в клубе «Пари Сен-Жермен», дебютировав в январе 1996 года против «Гёньона», после чего выступал за «Мартиг». Сезон 1997/98 он провёл в «Марселе», а затем отправился в аренду в «Кан» на сезон 1998/1999. В августе 1999 года ушёл в аренду в испанский клуб «Сельта».
В январе 2000 года Бельмади вернулся в Марсель, в итоге заняв постоянное место в полузащите основной команды. 14 апреля 2001 года он забил победный гол в матче против «Седана» (2:1), спася команду Бернара Тапи от вылета из Лиги 1.
В январе 2003 года Бельмади потерял игровую практику в «Марселе», которым теперь руководил Ален Перрен, согласившийся отпустить его в аренду в «Манчестер Сити» Кевина Кигана. Он вступил в ряды команды с другим алжирцем Али Бенарбиа. 29 января 2003 года Джамель полноценно дебютировал в «Манчестер Сити» на «Мейн Роуд» в победном матче против «Фулхэма» (4:1). В течение короткого периода времени в составе «горожан» он вышел на поле 2 раза в стартовом составе и 6 раз на замену.
В августе 2003 года он покинул «Марсель» и сыграл сезоны 2003/04 и 2004/05 в Катаре с «Аль-Иттихад» и «Аль-Харитият». Завершал карьеру в «Саутгемптоне» и «Валансьене». С 2010 года Бельмади на тренерской работе.

## Карьера в сборной
9 июля 2000 года он дебютировал за сборную Алжира в матче против Марокко. В 2001 году его признали лучшим футболистом страны.
Джамель был включён в состав сборной Алжира на Кубок африканских наций 2004 года, которая заняла второе место в своей группе в первом туре соревнований, а затем потерпела поражение от Марокко в четвертьфинале.
Последний раз Бельмади играл за Алжир в отборочном турнире чемпионата мира против Зимбабве 20 июня 2004 года. Он завершил выступления в составе сборной, проведя 20 матчей и забив 5 голов.